# Pales perniciosa
Pales perniciosa là một loài ruồi trong họ Tachinidae.